# Kotoshōgiku Kazuhiro
Kotoshōgiku Kazuhiro (琴奨菊 和弘), de son vrai nom Kazuhiro Kikutsugi (菊次 一弘, Kikutsugi Kazuhiro), né le 30 janvier 1984 à Yanagawa dans la préfecture de Fukuoka, est un lutteur de sumo professionnel, actif de 2002 à 2020.

## Biographie
Kazuhiro Kikutsugi est né à Yanagawa, dans la préfecture de Fukuoka, au Japon.

## Carrière
Kotoshōgiku atteint la division makuuchi pour la première fois en décembre 2004. Après un bref retour en jūryō pour le tournoi de mars 2005, il redevient maegashira pour le tournoi suivant. Il atteint à plusieurs reprises les rangs de komusubi et sekiwake de 2007 à 2010. Il redevient sekiwake en décembre 2010, grade qu'il conserve jusqu'à atteindre le rang d’ōzeki en octobre 2011.
En 2016, il est le premier Japonais à gagner un tournoi majeur depuis dix ans.
En février 2017, il redevient sekiwake, après ses échecs aux tournois de novembre et janvier. En juin, il se retrouve komusubi.
Kotoshogiku, passé maegashira no 11, se retire au milieu du tournoi de septembre 2020 après une blessure au mollet gauche. Il redescend alors en jūryō pour le tournoi suivant. Après cinq défaites en six journées au tournoi de novembre 2020, il décide de se retirer du sumo. Il devient alors toshiyori sous le nom de Hidenoyama.

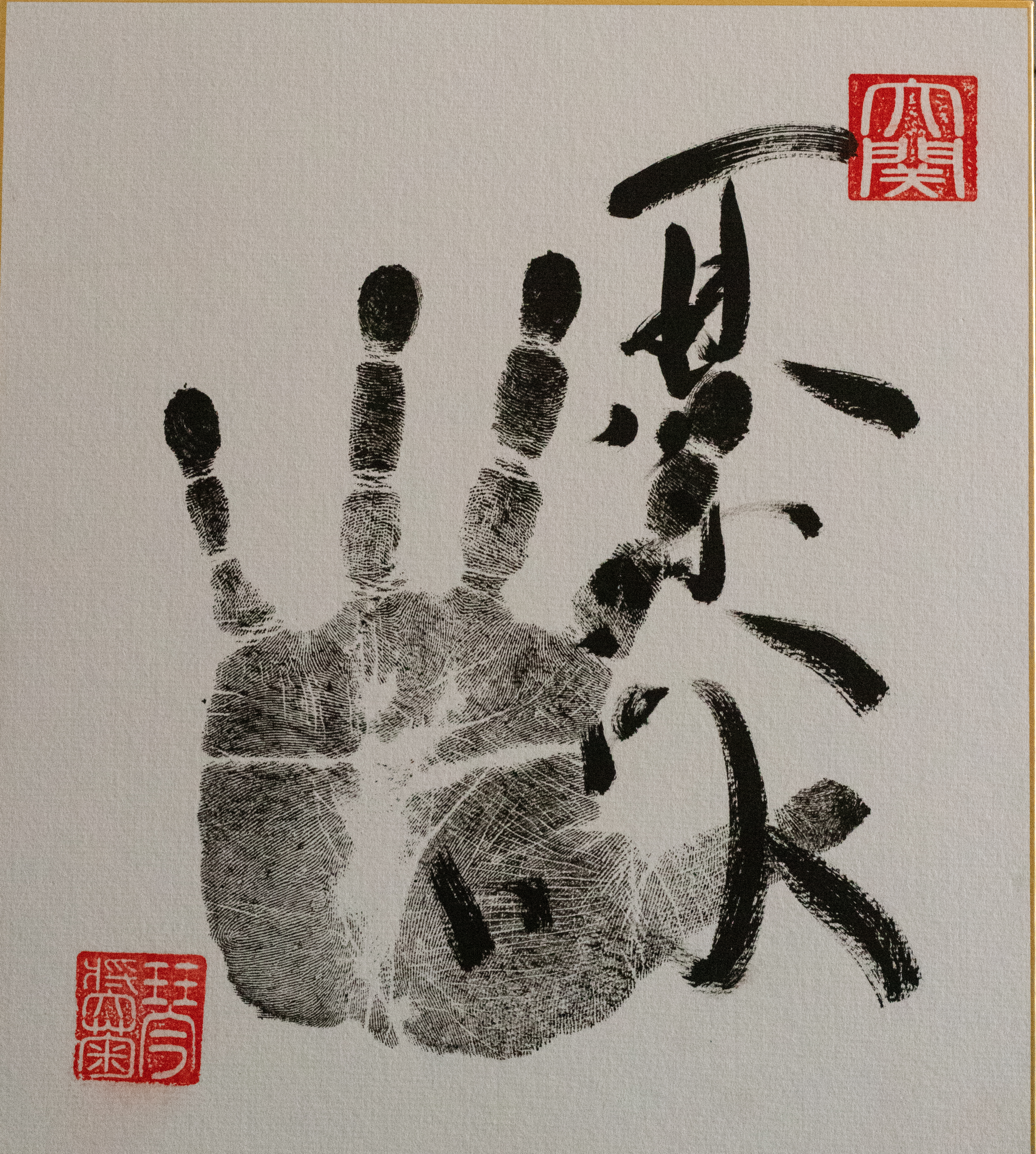
Tegata originale de l'Ozeki Kotoshogiku